# Dragutin Gavrilović
Dragutin Gavrilović (Čačak, Serbia, 25 de mayo de 1882-Belgrado, Yugoslavia, 19 de julio de 1945) fue un importante oficial militar serbio, y posteriormente yugoslavo.

## Biografía
Gavrilović nació en Čačak, Serbia, en 1882. Después de su graduación de la academia militar de Belgrado en 1901, él estuvo presente en cada guerra que el ejército serbio luchó hasta la Segunda Guerra Mundial.

Es recordado en los libros de historia serbios por su dramática orden a sus tropas el 7 de octubre de 1915, el primer día de la defensa de Belgrado contra los ataques del Imperio Austro-Húngaro y alemán durante la Primera Guerra Mundial. Con el rango de mayor, Gavrilović en ese momento, comandaba el segundo batallón del 10° Regimiento de Cadre, que junto a un destacamento de la gendarmería de Belgrado y un grupo de 340 voluntarios de Syrmia, defendían posiciones de la confluencia del  Sava y Danubio, debajo de la fortaleza de Kalemegdan. En la madrugada, las tropas austro-húngaras atacaron a través de los ríos después de un ataque con artillería que duró dos días, pero los serbios en una serie de contraataques atraparon a los invasores contra el Danubio en este sector con fuertes bajas para ambos bandos. La posición serbia empeoraba a cada minuto debido al flujo incesante de refuerzos austro-húngaros y una notable superioridad en la artillería, que los serbios contrarrestaron con tácticas de combate a corta distancia. Los serbios tuvieron su última resistencia frente a la kafana "Jasenica", y una pequeña florería, desde donde los soldados tomaron flores y las pusieron en sus abrigos, y armas mientras se preparaban para una última carga en una muerte anunciada. Preparando sus últimas tropas diezmadas para el último ataque, el mayor Gavrilović les dirigió estas palabras:
"Soldados, exactamente a las tres horas, el enemigo debe ser destruido en un feroz ataque, por granadas y bayonetas.  La honra de Belgrado, nuestra capital, no debe ser manchada. ¡Soldados!  ¡Héroes!  El mando supremo ha borrado nuestro regimiento de sus registros.  Nuestro regimiento ha sido sacrificado por el honor de Belgrado y la Patria.  Por lo tanto, ustedes ya no tendrán que preocuparse de sus vidas: ya no existen. Por lo tanto, ¡vamos a por la gloria! ¡Por el Rey y la Patria! ¡Viva el Rey, Viva Belgrado!" 

La carga desesperada que siguió, en la que Gavrilović resultó gravemente herido, no pudo destruir la cabeza de puente austro-húngara. Pero la carga y actos similares de valentía y sacrificio de las tropas serbias y los habitantes de Belgrado durante la batalla recibieron un profundo respeto de los invasores que sufrieron 10.000 víctimas en el curso de la captura de la ciudad. El comandante alemán August von Mackensen erigió un monumento en el campo de batalla que conmemora a los defensores de la ciudad, con una placa inscrita en alemán y serbio las palabras "Aquí descansan los héroes serbios"
Gavrilović recibió la medalla de guerra serbia, the French Croix de guerre entre otras.
En la Segunda Guerra Mundial, ya siendo coronel en el ejército real yugoslavo, Gavrilović fue capturado por el Eje durante su invasión a Yugoslavia. Pasó el resto de la guerra sobreviviendo en un campo de concentración. A su vuelta a Yugoslavia, fue encarcelado en un centro en Brajica y volvió con su familia una semana después.
Murió el 19 de julio de 1945 en el apartamento de su familia en la plaza Slavija en Belgrado en la pobreza extrema. Vestido con el uniforme de coronel del Ejército Real Yugoslavo, fue enterrado en la cripta de su primo en el Nuevo Cementerio de Belgrado.

## Legado y honores

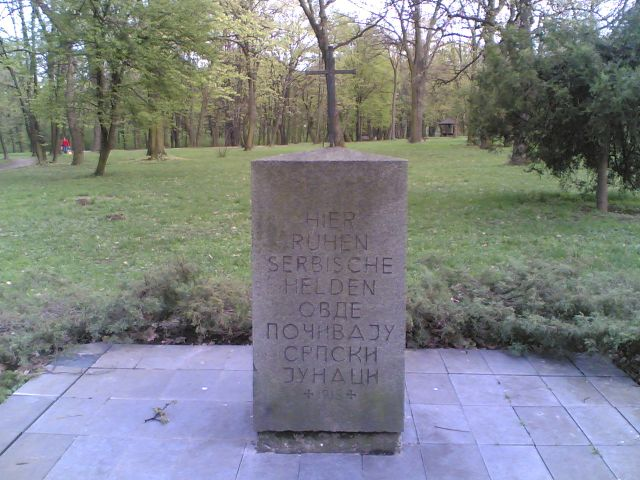
Belgrado, parque Kosutnjak, monumento de la Primera Guerra Mundial erigido por el mariscal de campo alemán August von Mackensen en honor a los defensores serbios de Belgrado. La inscripción dice "Aquí descansan los héroes serbios".

Una calle que se extiende a lo largo de la ribera del Danubio en la zona de Dorćol de Belgrado (donde Gavrilović y sus hombres lucharon) lleva el nombre Gavrilović en su memoria. También hay calles que llevan su nombre en las ciudades de Niš, Čačak, Valjevo y Užice.
La banda sueca de heavy metal, Sabaton, hizo un tema dedicado a él llamado “Last Dying Breath” que está incluido en el álbum The Last Stand, lanzado en el año 2016.